# Лаврецький Лев
о. Ле́в Лавре́цький (1837 — 29 червня 1910, Залуква) — священник УГКЦ села Залуква і першодослідник древнього Галича.

## Життєпис
Після закінчення духовної семінарії одружився з Антоніною, дочкою о. Михайла Товарницького (1817–1898), пароха села Прусів-Сяночок на Лемківщині. У 1863 році був висвячений на священика і призначений сотрудником на парафію в Коломиї (1863–1867). Згодом працював у Лисятичах (1867–1868) та Любінцях (1868–1871) Стрийського деканату. У 1871 році призначений парохом в селі Залуква біля Галича, де душпастирював до кінця свого життя.
Дружина народила отцю шістьох дітей: Володимира (1864), Ольгу (1865), Камілу (1867), Олену (1870), Мар'яна (1874) та Мирослава (1876). Діти народжувались у тих містах і селах, де працював о. Лаврецький. Син і дві дочки народилися в Коломиї, третя дочка — в с. Любінці, а два молодші сини — в с. Залуква.
Доклався до зведення в селі 1895 року нової школи.
Помер в селі Залуква 29 червня 1910 року і був похований на старому сільському цвинтарі.

### Археолог-аматор
У 1879–1886 о. Лев Лаврецький займався вивченням пам'яток княжого Галича і розкопками, про які повідомив А. Петрушевича та І. Шараневича. Йому, використовуючи метод спостереження та дослідження топонімів, вдалося відкрити сім літописних храмів давньої столиці. 19 квітня 1882 року відкопав фундамент Спаську церкву давнього Галича.
Під керівництвом Петрушевича і Шараневича вивчив:
- церкву Пантелеймона у селі Св. Станіслава,
- Гробиська («Млинський сад», присілок Залукви) — колись храм і можливий двір боярина Судислава;
- румовища на приходському полі, «Церквиська», «Кирилівки», «Кам'яний вивіз», «Цвинтарська».

Володимир Антонович захоплювався його подвижництвом — відкрив і кам'яний саркофаг та олов'яну печатку єпископа Косми XII століття.
1885 колекція Лаврецького експонувалась на першій крайовій археологічній виставці у Львові, що з 1880 започаткувала музей старожитностей при Ставропігійському інституті у Львові.

### Визнання
1941 року Ярослав Пастернак, а 1989 — Юрій Лукомський — в розкопках підтвердили визначення давніх церков, дані отцем Лаврецьким.